# Akyems
Les Akyems forment une population d'Afrique de l'Ouest, vivant principalement au Ghana. Ils font partie du grand groupe des Akans.

## Ethnonymie
Selon les sources et le contexte, on observe quelques variantes : Achim, Akem, Akim.

## Culture

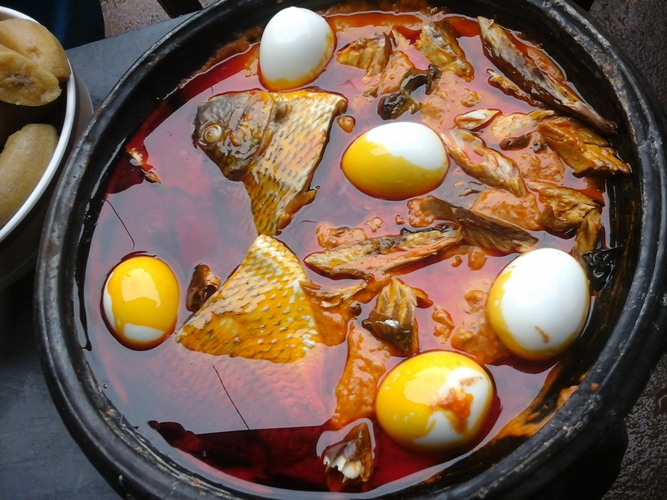
Abom, un plat apprécié chez les Akyem